# USA:s federala statsmakt
USA:s federala statsmakt (United States Government eller Federal Government) är den juridiska person som utgör förbundsrepublikens statsmakt och som i enlighet med USA:s konstitution, enligt maktdelningsprincipen, indelas i tre jämlika grenar som balanserar varandra, syftandes till att förhindra dominans av en annan: den lagstiftande makten (kongressen), den verkställande makten (presidenten) och den dömande makten (federala domstolar). De olika grenarnas formella befogenheter, kompetenser och normer definieras, förutom i konstitutionens uttryckliga text, genom lag stiftad av kongressen och promulgerad av presidenten, presidentens handlingar samt genom avgöranden i rättsfall i högsta domstolen.
Delstaternas styren utgör egna rättssubjekt, men även deras utformning återspelar den federala statsmaktens indelning. Indiannationerna utgör även de, av historiska skäl, separata rättssubjekt.

## Namn
Den federala statsmaktens formella namn är detsamma som landets, men skrivs vanligen som Government of the United States (inom landet) eller Government of the United States of America (utanför landet) för att särskilja det från delstaterna eller andra rättssubjekt. Huvudstaden Washington D.C. används ofta som en metonym för den federala statsmakten i dagligt tal och skiftspråk.

## Lagstiftande makten

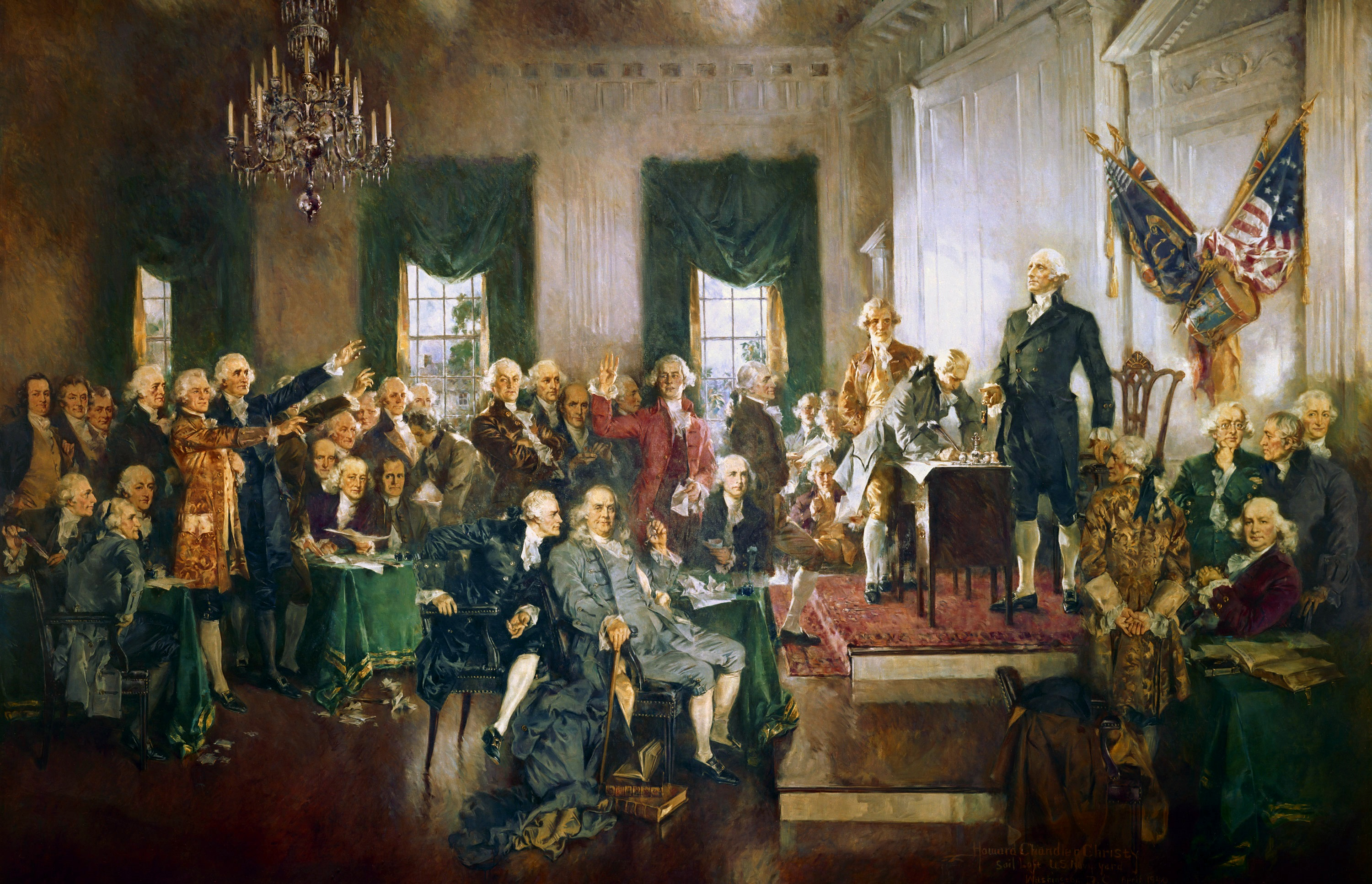
Undertecknandet av konstitutionen 17 september 1787 med George Washington, Benjamin Franklin och Alexander Hamilton. Målning från 1940 av Howard Chandler Christy.

Den lagstiftande makten, tillkommer kongressen som består av två kammare: senaten och representanthuset. De båda kamrarna är nästintill beslutsmässigt likvärdiga, med enbart ett fåtal undantag. Lagförslag från kongressen måste antas i identiska versioner i båda kamrarna för att kunna skickas vidare till presidenten, varpå efter dennes godkännande, eller med kvalificerade majoriteter i båda kamrar som upphäver presidentens vetorätt, lagförslagen (engelska: Bills) blir till gällande lag (engelska: Act of Congress). 
Senaten har ensamrätt att ratificera traktat, att ge "råd och samtycke" (engelska: advice and consent) till presidentens nomineringar till federala domare samt för sådana höga ämbetsmän (engelska: Officer of the United States) i den verkställande grenen av statsmakten (ministrar och högre chefer med beslutsrätt) som i det lagrum som skapat respektive ämbete förkunnar att så ska ske enligt konstitutionens utnämningsklausul, att genomföra riksrättsrättegång på hemställande från representanthuset och agera domare däri, samt att välja vicepresidenten ifall elektorskollegiet inte lyckas välja någon.
Representanthuset har ensamrätt att initiera alla lagförslag som berör statsmaktens intäkter (skatter eller andra avgifter), inledning av riksrättsåtal samt att välja presidenten ifall elektorskollegiet inte lyckas välja någon.

## Verkställande makten

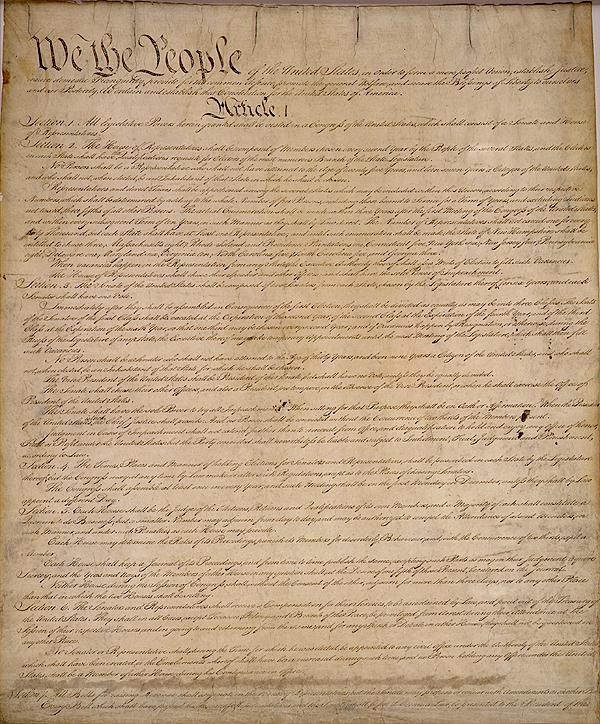
USA:s konstitution är den federala statsmaktens urkund.

Det högsta styret av den verkställande grenen av den federala statsmakten tillkommer presidenten i enrådighet, den samlade regeringsmakten utövas av denne ensam. Under denne finns en hierarki av olika departement, myndigheter och andra inrättningar vars stadgar och befogenheter till övervägande del är fastställda i lag. Presidenten har vetorätt mot kongressens lagförslag, men vetot kan övertrumfas med kvalificerade majoriteter i bägge kamrarna. Presidenten kan utan begränsning benåda de som är dömda under federala domstolar. Presidenten är enligt konstitutionen ex officio den i realiteten högste befälhavaren för USA:s väpnade styrkor, men den ordinarie befälskedjan ned till de operativa befälhavarna går i normalfall genom försvarsministern och försvarschefen.
Vicepresidenten träder in som tillförordnad president om den ordinarie har förhinder, eller efterträder denne om den ordinarie avlider, avsätts eller avsäger sig uppdraget. Presidenten och vicepresidenten väljs båda separat av elektorskollegiet: presidenten kan inte avskeda sittande vicepresident, men kan frysa ut denne från meningsfulla arbetsuppgifter. Kabinettet är av tradition en uppställning av ministrarna och andra höga befattningshavare, men är inget beslutsfattande organ. Nationella säkerhetsrådet är forumet där utrikes- och säkerhetspolitiken samordnas mellan berörda instanser under presidentens ledning och med en särskild stab. Presidenten biträds av presidentkansliet (engelska: Executive Office of the President) vars politiska medarbetares utnämningar med få undantag (exempelvis chefen för Office of Management and Budget) behöver senatens "råd och samtycke" (dvs godkännande vilket krävs för ministrar etc), men dessa (stabschefen, säkerhetsrådgivaren, pressekreteraren etc) är å andra sidan begränsade då de saknar egen formell beslutskraft utanför den egna organisationen utan är enbart presidentens budbärare.

## Dömande makten

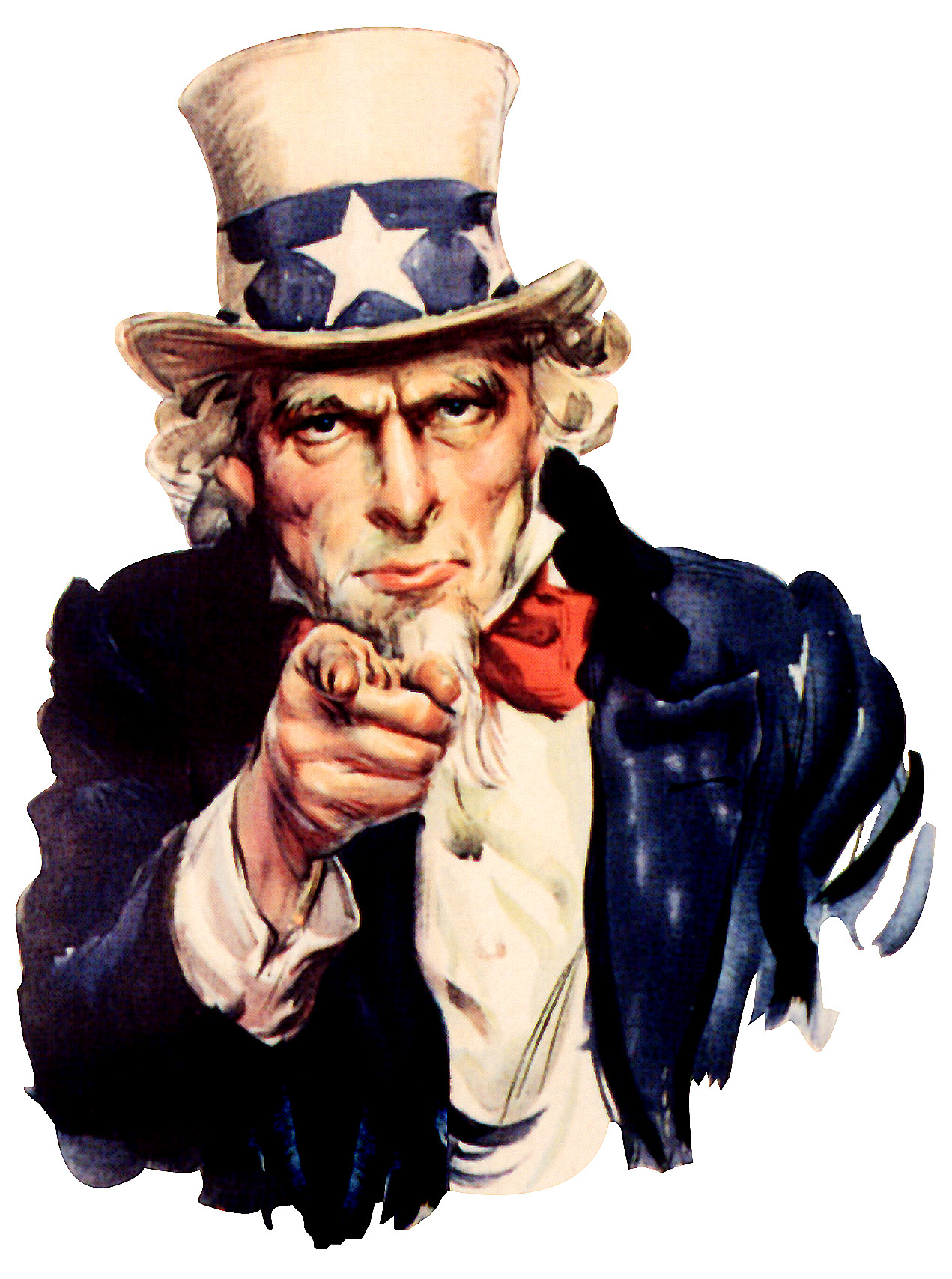
Onkel Sam, nationspersonifikationen.

Artikel 3 i konstitutionen inrättade USA:s högsta domstol och tillåter kongressen genom lag att skapa lägre domstolar samt påbjuder att federala domare utses på livstid.
USA:s högsta domstol avgör mål som rör den federala statsmakten, tvister mellan delstaterna, tolkning av konstituionen samt kan i rättsfall förklara handlingar både rörande verkställande och lagstiftande makten, på såväl federal och delstatlig nivå, som konstitutionellt oförenlig (engelska: unconstitutional). Konstitutionen ger inte högsta domstolen uttrycklig lagprövningsrätt, men i fallen Hylron mot Förenta Staterna (1796) och därefter i Marbury mot Madison (1803) vidhöll chefsdomare John Marshall att lagprövningsrätten var en logisk följd av domarnas ämbetsed där de förbinder sig att "upprätthålla konstitutionen".
Det federala domstolsväsendet i USA, konstituerat under domsrätten i artikel III i USA:s konstitution, är indelade i distriktsdomstolar och på nästa nivå av appellationsdomstolar inom domkretsarna. Dessa domstolar kan, likt högsta domstolen kan på landstäckande nivå, med kraft av konstitutionen vidta bindande beslut och åtgärder inom sin domkrets som en fullt jämbördig del av den federala statsmakten.
Dessutom tillkommer vissa avgränsade specialdomstolar konstituerade under kongressens lagstiftningsmakt under artikel I i USA:s konstitution, för ersättningskrav, krigsrätt, skattemål och underrättelseverksamhet. Dessa domstolars domsrätt är begränsade i omfattning av de specifika lagar som styr deras verksamhet.

## Referenser

Federala statsmakten är en betydande markägare, särskilt i de västra delarna av kontinentala USA.